# Carnforth
Carnforth är en stad och en civil parish i Lancaster, Lancashire, England. Orten har 5 350 invånare.